# Kuzminit
Kuzminit (Vasiljev a kol., 1986), chemický vzorec Hg2(Br,Cl)2, je čtverečný minerál. 

## Morfologie
Tvoří drobná zrna a jejich agregáty až 2 mm velké, též práškovitý. 

## Vlastnosti
- Fyzikální vlastnosti: Tvrdost 1,5, mikrotvrdost 21 - 29 kg/mm² (průměr 25 kg/mm²) při 20g, hustota nezjištěna pro jeho makroskopickou podobnost s ostatními minerály rtuti, průměrná hustota vypočtená 7,1 g/cm³, silně anizotropní. Zřetelně štěpný podle {100}, lom nerovný.
- Optické vlastnosti: Je bezbarvý, bílý, krémově bílý, našedlý nebo nažloutlý, světle hnědavě bílý, modravě šedý, vryp šedý, diamantově lesklý (zrna),
- Chemické vlastnosti: Složení: Hg 74,46 %, Br 22,25 %, Cl 3,29 %. V HCl se rozpouští pouze po zahřátí, rychle se rozpouští v lučavce královské, vlivem KOH najednou černá.

## Naleziště
Nalezen v Německu u Landsbergu (u Obermoschelu) z dolu Carolina. V Rusku na ložisku Arzak (Tuvinská autonomní SSR) společně s corderoitem, kadyrelitem, lavrentievitem, eglestonitem a ryzí rtutí a ložisku Kadyrel (typová lokalit - poprvé odsud popsán) na pravém břehu řeky Ooraš-Chem přítoku řeky Bayan-Kol, oblast Pii-Chem, Tuva, Sibiř jako drobná nepravidelná zrna 0,3-0,5 mm velká, protažená a srůsty, také práškovité agregáty, společně s corderoitem, kadyrelitem, lavrentievitem, eglestonitem a ryzí rtutí na kalcitových žilkách, které nesou primární vtroušeninovou mineralizaci Hg.